# تپه هوشیار چله ۲
تپه هوشیار چله ۲ مربوط به دوره اشکانیان - دوره ساسانیان است و در شهرستان گیلانغرب، بخش مرکزی، دهستان چله، ۳۰۰ متری جنوبغرب روستای هوشیار چله واقع شده و این اثر در تاریخ ۲۶ اسفند ۱۳۸۷ با شمارهٔ ثبت ۲۵۴۶۲ به‌عنوان یکی از آثار ملی ایران به ثبت رسیده است.